# Palexpo
46°14′04″ пн. ш. 6°07′08″ сх. д. / 46.234518° пн. ш. 6.118935° сх. д.
Palexpo, також відомий як Palexpo Geneva – один із найбільших міжнародних конференційних і виставкових центрів Швейцарії. Розташований у Женеві.

## Історія
Історія Palexpo розпочалася з першого Женевського автосалону, який став успішною подією для автомобільної індустрії, що підштовхнула до ідеї створення постійного виставкового комплексу, оскільки як Женевський автосалон, так й інші події проводились у тимчасових місцях. У 1970-х роках міська влада Женеви ухвалила рішення про будівництво виставкового комплексу, який міг би приймати великі міжнародні заходи.

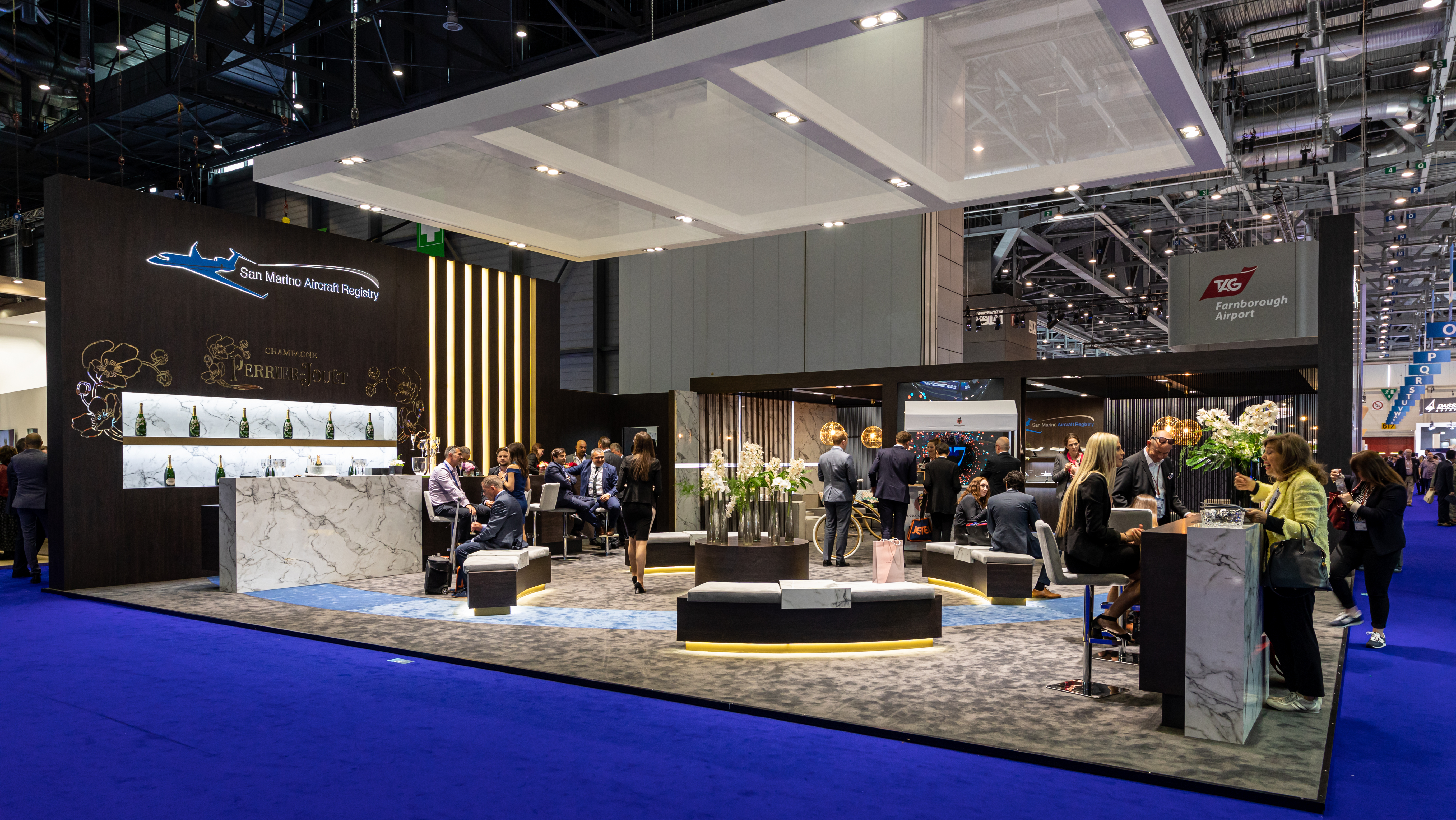
EBACE 2019

1981 року відбулося офіційне відкриття Palexpo, а вже у 1982 році в комплексі відбулася перша подія – Geneva International Motor Show. Спочатку комплекс складався лише з декількох залів і був призначений для проведення різноманітних виставок і конференцій, та протягом наступних десятиліть його кілька разів розширювали та модернізували. Одне з найбільших розширень відбулося в 1987 році, коли були додані нові зали, що збільшили загальну виставкову площу.
2003 року Palexpo отримав ще одне розширення, коли був побудований новий зал площею 15 000 м2, що дозволило проводити масштабніші заходи. Згодом, у 2011 році (до 30-річчя комплексу), була проведена модернізація з акцентом на екологічність та енергоефективність. Зокрема були впроваджені нові технології освітлення, системи кондиціонування, управління енергією тощо.

## Опис

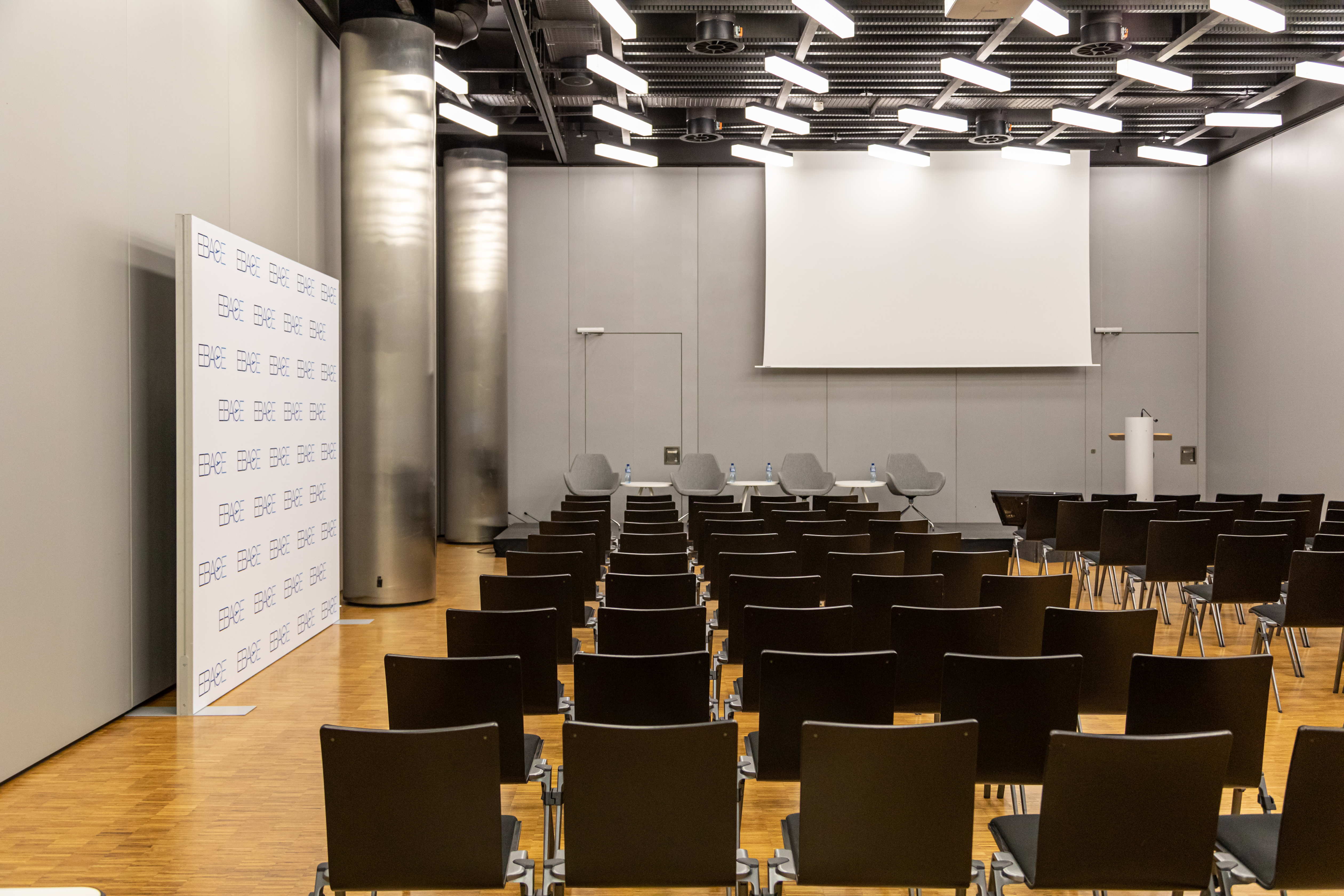
Один із конференц-залів Palexpo

Palexpo розташований за 500 метрів від міжнародного аеропорту Женеви та за 4 км від центру міста. Поруч із аеропортом розташований власний готель Palexpo.
Як другий за величиною виставковий і конференц-центр Швейцарії, Palexpo щороку приймає понад 100 національних і міжнародних заходів. Центр складається з семи виставкових залів площею від 1500 до 106 000 м2, усі зали обладнані знімними звукоізоляційними перегородками. У конференц-центрі є 29 залів загальною місткістю 5000 місць.  
Як конгрес-центр Palexpo може прийняти до 11 000 делегатів. Окрім цього, в будівлі розташовані дев'ять офісних приміщень різних розмірів. На околиці Palexpo розташований парк Сарасін, який використовується як додаткова локація для організації проведення заходів просто неба. Центр також обладнаний власними кейтерингом, баром та рестораном. 
Palexpo має розвинуту інфраструктуру: криті автостоянки місткістю 3000 місць, прямий виїзд з автомагістралі, стоянку таксі перед входом, зону висадки на 30 автобусів, а також є повністю адаптованим для людей з інвалідністю.

## Події

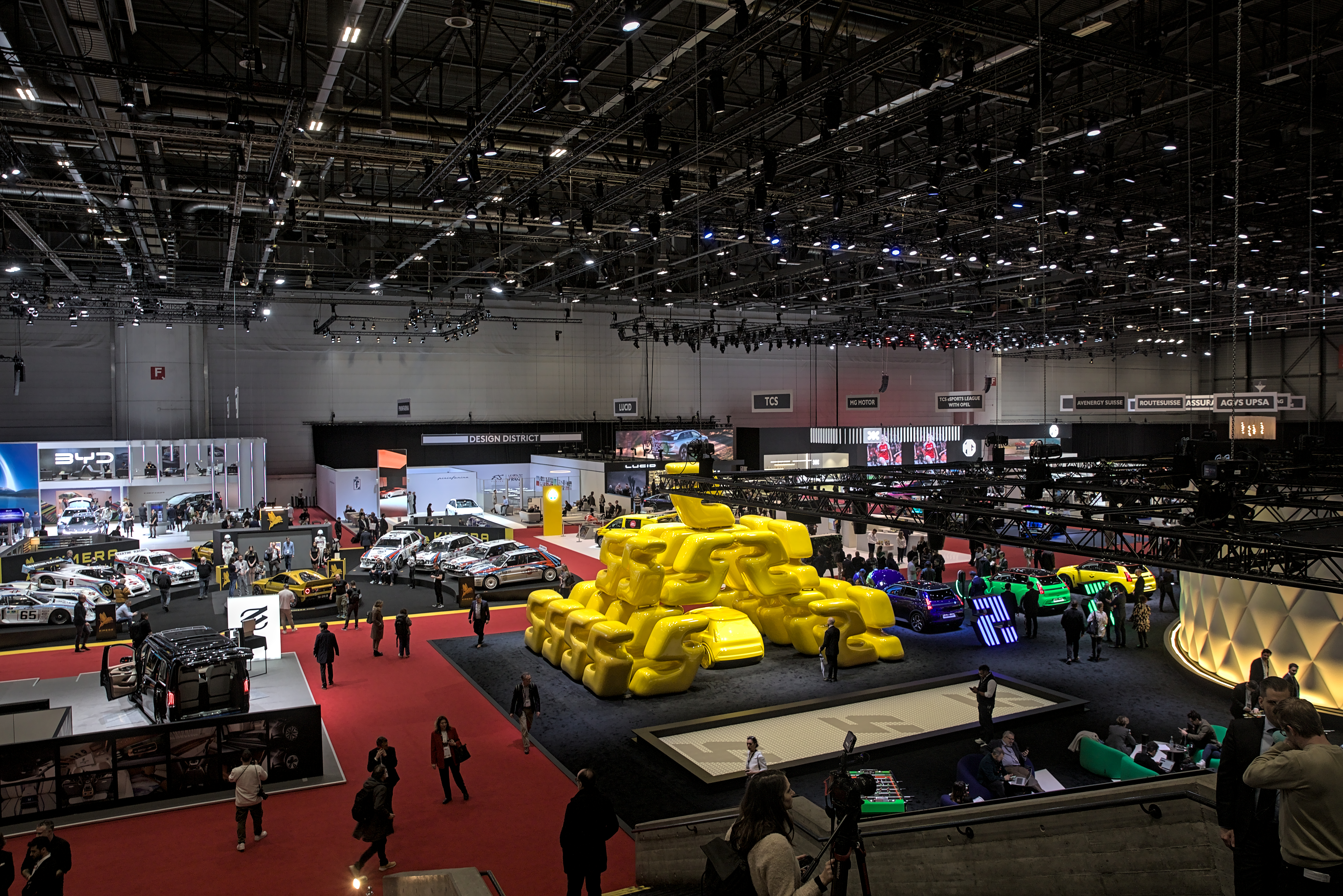
Geneva International Motor Show 2024

Щороку в Palexpo проводиться низка заходів, серед яких, зокрема:
- Geneva International Motor Show – один з найважливіших автомобільних салонів у світі, де провідні виробники демонструють свої новітні моделі та технології.
- ITU Telecom World – міжнародний захід, організований Міжнародною спілкою електрозв’язку, який об’єднує провідних гравців телекомунікаційної індустрії.

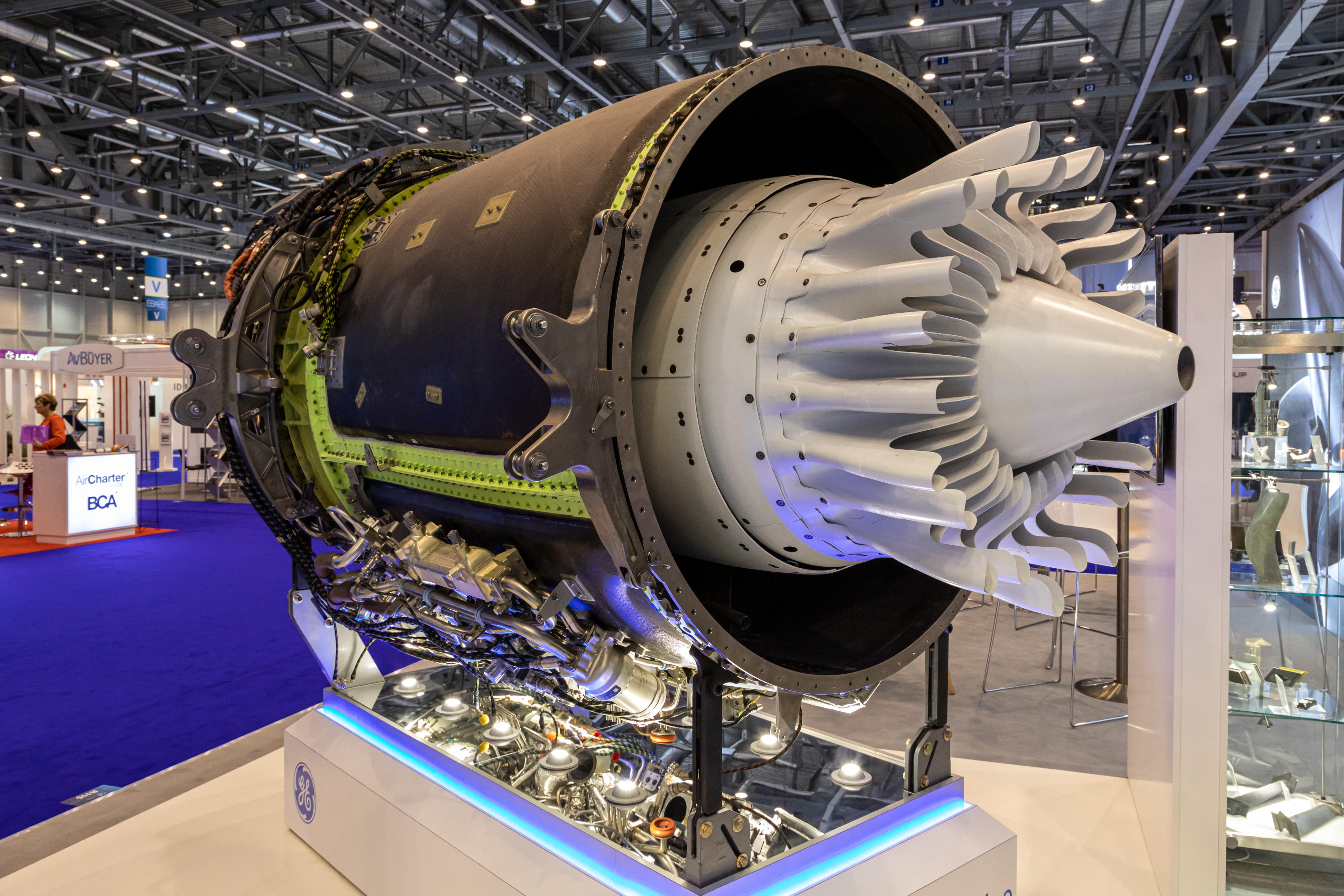
EBACE 2019

- EBACE 2019Exhibition of Inventions Geneva – виставка винаходів.
- Vitafoods Europe – виставка в галузі здорового харчування, де представлені інгредієнти, добавки та інновації у сфері здорового способу життя.
- Salon International de la Haute Horlogerie (SIHH) – виставка годинників.
- Art Geneva – міжнародна виставка сучасного мистецтва.
- Salon EPHJ-EPMT-SMT – виставка, присвячена високоточним, мікро та смарт-технологіям.
- Geneva International Book Fair – один з найбільших книжкових ярмарків у Європі.
- Concours Hippique International de Genève – міжнародний кінний конкурс.

Окрім регулярних подій, Palexpo також приймає численні конференції, корпоративні зустрічі, концерти, спортивні змагання тощо. У 2023 році, після російського вторгнення в Україну, в комплексі в залі 7 Geneva також тимчасово розміщувалися українські біженці. 